# フライング・コップ 知能指数0分署
フライング・コップ（原題 POLICE SQUAD!）は、1982年にABCで放送されたスラップスティック・ドラマ。映画『裸の銃を持つ男』シリーズの元となったコメディテレビドラマシリーズである。各話30分、カラー。全6話。

## 概要と特徴
レスリー・ニールセン演ずるフランク・ドレビン（Frank Drebin）警部補の奮闘を描く刑事ドラマであるが、登場人物全てが真面目な顔で黙々と馬鹿を演じ続ける、ツッコミ無しのボケっぱなし（アメリカTVコメディーでの定番である、笑い所での観客の笑い声が入らない）コメディーである。日本での番組の題名は本作と同じスタッフが手掛けた映画『フライングハイ』をもじっている。
ベースになる元ネタはリー・マーヴィン主演の『シカゴ特捜隊M』であり、特に第1話は『シカゴ特捜隊M』第2シーズン第1話のストーリーと一部シーンがそのまま引用されている。
劇中、非常に高い密度で細かなナンセンスギャグが満ちあふれ、駄洒落などのふざけた名前の店や公共施設がたびたび登場する他、オープニングで死亡し本編には一切登場しないゲストスター、子供に怪しげな科学知識を教示する鑑識官、犯罪以外の事でも何でも知ってる情報屋、長身すぎて顔が写らない刑事など、癖のある人物がパターンとして登場。
フランクの運転する車が追突してひっくり返されるゴミ箱の数で話数を表したり、妙なところにつながるエレベーター、本シリーズのパロディー元である1950年代から1960年代のTVドラマで主流だった「エンドロールが流れるときの背景はラストカットの静止画像」という演出を、フィルムではなく演技中の俳優が動きを止め、どこか一部は動いたまま（これによって犯人が逃げそうになる、警察署の建物が崩壊していくなど無茶苦茶な事態が起きる）といった、毎回お約束のギャグが繰り返される。このエンドロールのギャグは後の『裸の銃を持つ男』の予告編でも使われた。またタイトルテロップでは「POLICE SQUAD! IN COLOR」と、今時あえて言うまでも無くカラー放送であるのに、モノクロ放送からカラー放送に変わりつつある時代によくあった表記になっている。また毎回のサブタイトルも、画面のテロップとナレーションが一致しないという、製作日数に余裕がなかった時代をパロディー化している。
制作スタッフが自信を持って送り出したシリーズであったが、視聴率は奮わず6話で打ちきりとなった。
これはABCテレビのトップによると、あまりにもギャグの密度が濃いため画面に集中しないと楽しめず、ながらでTVを視聴する層には受けが悪かったとのことであった。ならば画面の大きい劇場であればギャグが見落とされることもない、と考えたニールセンはジェリー・ザッカーに映画化を提案。当初は長編映画向きでないと却下されたが、後に『裸の銃を持つ男』として実現し、大ヒットした。

## キャスト
- フランク・ドレビン刑事 - レスリー・ニールセン
- エド・ホッケン警部 - アラン・ノース（Alan North）
- テッド・オルソン鑑識課主任 - エド・ウィリアムス（Ed Williams）
- 情報屋ジョニー - ウィリアム・デュエル（William Duell）
- ノーバーグ刑事 - ピーター・ルーパス（Peter Lupus）
- エイブラハム・リンカーン - レックス・ハミルトン（Rex Hamilton）（無論本編には登場しない）

## スタッフ
- 監督 - ジム・エイブラハムズ、デヴィッド・ザッカー、ジェリー・ザッカー、ジョー・ダンテ、レザ・S・バディ
- 製作総指揮 - ジム・エイブラハムズ、デヴィッド・ザッカー、ジェリー・ザッカー
- 音楽 - アイラ・ニューボーン

## 放映リスト
| 話数 | 邦題                                                                     | 原題（真）              | 原題（嘘）                 | 監督                                                       | スペシャルゲスト（OPのみ）         | その他ゲスト               |
| ---- | ------------------------------------------------------------------------ | ----------------------- | -------------------------- | ---------------------------------------------------------- | ---------------------------------- | -------------------------- |
| 1    | ホシは七変毛の女 （悪女の才能/破られた約束）                             | A Substantial Gift      | The Broken Promise         | ジム・エイブラハムズ デビッド・ザッカー ジェリー・ザッカー | ローン・グリーン                   | キャスリン・リー・スコット |
| 2    | 恐怖のリング （恐怖のリング/危険な任務）                                 | Ring of Fear            | A Dangerous Assignment     | ジョー・ダンテ                                             | ジョーグ・スタンフォード・ブラウン | ルディ・ソラーリ           |
| 3    | オトリ捜査は楽し （峡谷のランデブー/住民たちの悪夢）                     | Rendezvous at Big Gulch | Terror in the Neighborhood | レザ・S・バディ                                            | フローレンス・ヘンダーソン         | ジョン・アシュトン         |
| 4    | 火のあたる場所 （復讐と懺悔/灰色のアリバイ）                             | Revenge and Remorse     | The Guilty Alibi           | ポール・クラスニー                                         | ウィリアム・シャトナー             | ジョイス・ブラザーズ       |
| 5    | 誘拐のメロディ （犯人は執事だ/とらわれの小鳥）                           | The Butler Did It       | A Bird in the Hand         | ジョーグ・スタンフォード・ブラウン                         | ロバート・グーレ                   | トミー・ラソーダ           |
| 6    | フランク・ドレビン・スーパースター （悪の証明/死人にジョークは通じない） | Testimony of Evil       | Dead Men Don't Laugh       | ジョー・ダンテ                                             | ウィリアム・コンラッド             | ディック・クラーク         |

※本国での放送順は3話と5話が逆。（）内タイトルはDVD版のもの。

## ソフト化
VHS版は1986年に1話から3話が『フライング・コップ 知能指数0分署』、4話から6話が『フライング・コップ2 二度笑う奴は三度死ぬ』のタイトルで発売された。
2010年4月23日にDVD 2枚組がアミューズソフトエンタテインメントより発売された。VHS版での「知能指数0分署」のサブタイトルは省かれ、字幕もVHSとは異なる物になっている。